# Сакки, Федерико
Федерико Сакки (исп. Federico Sacchi; 4 сентября 1936[…], Росарио, Санта-Фе — 7 ноября 2023, Росарио, Санта-Фе) — аргентинский футболист, выступавший на позиции защитника.

## Клубная карьера
Федерико Сакки начинал свою футбольную карьеру в клубе «Тиро Федераль». В 1958 году он перебрался в команду «Ньюэллс Олд Бойз», а в 1961-м — в «Расинг», с которым в первый же свой сезон он выиграл чемпионат Аргентины. В 1965 году Сакки перешёл в клуб «Бока Хуниорс», здесь он тоже стал чемпионом Аргентины в дебютном для себя сезоне в клубе.

## Международная карьера
Сакки попал в состав сборной Аргентины на чемпионат мира 1962 года. Поучаствовал во всех трёх матчах «альбиселесте» на турнире: против сборных Болгарии, Англии и Венгрии.

## Достижения

### Клубные
Расинг Авельянеда
- Чемпионат Аргентины (1): 1961 (чемпион)

Бока Хуниорс
- Чемпионат Аргентины (1): 1965 (чемпион)